# Demografía de Panamá

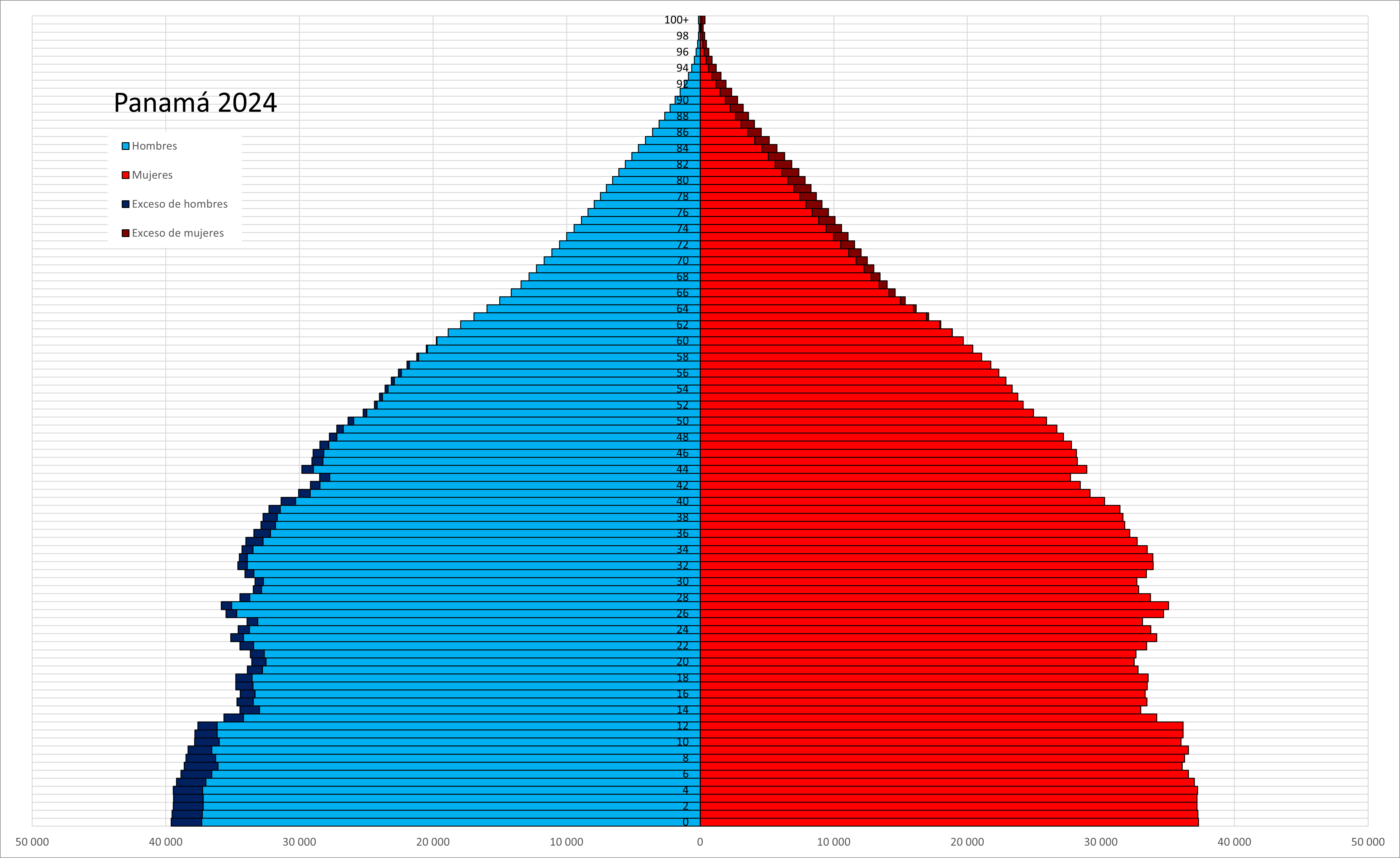
Pirámide poblacional de Panamá en 2024.

Hacia noviembre de 2022, Panamá tenía una población censada de más de 4 millones de habitantes, siendo uno de los países menos poblados del continente americano. Entre 1950 y 2022 la población pasó de 839 000 habitantes a casi 4,3 millones de habitantes. Más del 75% de los panameños habita en áreas urbanas y la mitad habita en la Ciudad de Panamá, capital del país.[actualizar]

## Dinámica poblacional
Entre 1970 y 1990, la población creció a un ritmo del 2,4%. Más tarde entre 1990 y 2000, crecería 2,0%, para luego crecer en promedio 1,8% entre 2000 y 2008.
El crecimiento demográfico de Panamá ha sido muy importante a lo largo del siglo XXI. Con una baja mortalidad general.
Por su parte la esperanza de vida al nacer aumentó de 65 años en 1970 a cerca de 76 en 2008, según Unicef.

### Crecimiento urbano
Entre las décadas de 1960 y 1990, Panamá, pasó de ser un país con mayor población rural a uno con mayoría de población urbana. Entre 1960 y 1990 la población urbana crecía a un ritmo del 3% anual, para luego aumentar al 4% anual entre 1990 y 2000.

### Entidades más pobladas
La mayor parte de la población panameña se concentra en la provincia de Panamá, en la cual para 2010 habitan 1 663 913, de los 3 322 576 panameños, seguida de la provincia de Chiriquí, en donde habitan 409 821 personas.
En cuanto a distritos el más poblado es Panamá que supera los 894 565 habitantes.
Las ciudades más pobladas de la República de Panamá son:
- Panamá
- San Miguelito
- Arraiján
- Colón
- La Chorrera
- David
- Santiago de Veraguas
- Chitré
- Penonomé
- Changuinola
- Chepo
- Puerto Armuelles
- Las Tablas

Entre otras ciudades o localidades.
A continuación un mapa de Panamá con la población de cada provincia y comarca:
| Provincia      | Capital        | Superficie    | Población (2010) | Hombres   | Mujeres   | Viviendas | Bocas del Toro Coclé Colón Chiriquí Darién Herrera Los Santos Panamá Oeste Veraguas Guna Yala Emberá- Wounaan Emberá- Wounaan Naso- Tjër Di Ngäbe-Buglé Madugandí Wargandí Costa Rica Colombia Océano Pacífico Mar Caribe Golfo de los Misquitos Golfo de Panamá Golfo de Parita Golfo de Chiriquí Golfo de Montijo Golfo de San Miguel Golfo de San Blas Golfo del Darién Laguna de Chiriquí |  |
| -------------- | -------------- | ------------- | ---------------- | --------- | --------- | --------- | --- |  |
| Bocas del Toro | Bocas del Toro | 4.643,9 km²   | 121.952          | 63.088    | 58.864    | 28.948    | Bocas del Toro Coclé Colón Chiriquí Darién Herrera Los Santos Panamá Oeste Veraguas Guna Yala Emberá- Wounaan Emberá- Wounaan Naso- Tjër Di Ngäbe-Buglé Madugandí Wargandí Costa Rica Colombia Océano Pacífico Mar Caribe Golfo de los Misquitos Golfo de Panamá Golfo de Parita Golfo de Chiriquí Golfo de Montijo Golfo de San Miguel Golfo de San Blas Golfo del Darién Laguna de Chiriquí |  |
| Coclé          | Penonomé       | 4.927 km²     | 228.676          | 116.927   | 111.749   | 72.840    | Bocas del Toro Coclé Colón Chiriquí Darién Herrera Los Santos Panamá Oeste Veraguas Guna Yala Emberá- Wounaan Emberá- Wounaan Naso- Tjër Di Ngäbe-Buglé Madugandí Wargandí Costa Rica Colombia Océano Pacífico Mar Caribe Golfo de los Misquitos Golfo de Panamá Golfo de Parita Golfo de Chiriquí Golfo de Montijo Golfo de San Miguel Golfo de San Blas Golfo del Darién Laguna de Chiriquí |  |
| Colón          | Colón          | 4.868,4 km²   | 232.748          | 117.721   | 115.027   | 73.445    | Bocas del Toro Coclé Colón Chiriquí Darién Herrera Los Santos Panamá Oeste Veraguas Guna Yala Emberá- Wounaan Emberá- Wounaan Naso- Tjër Di Ngäbe-Buglé Madugandí Wargandí Costa Rica Colombia Océano Pacífico Mar Caribe Golfo de los Misquitos Golfo de Panamá Golfo de Parita Golfo de Chiriquí Golfo de Montijo Golfo de San Miguel Golfo de San Blas Golfo del Darién Laguna de Chiriquí |  |
| Chiriquí       | David          | 6.547,7 km²   | 409.821          | 208.186   | 201.635   | 134.033   | Bocas del Toro Coclé Colón Chiriquí Darién Herrera Los Santos Panamá Oeste Veraguas Guna Yala Emberá- Wounaan Emberá- Wounaan Naso- Tjër Di Ngäbe-Buglé Madugandí Wargandí Costa Rica Colombia Océano Pacífico Mar Caribe Golfo de los Misquitos Golfo de Panamá Golfo de Parita Golfo de Chiriquí Golfo de Montijo Golfo de San Miguel Golfo de San Blas Golfo del Darién Laguna de Chiriquí |  |
| Darién         | La Palma       | 11.896,5 km²  | 46.951           | 25.764    | 21.187    | 15.310    | Bocas del Toro Coclé Colón Chiriquí Darién Herrera Los Santos Panamá Oeste Veraguas Guna Yala Emberá- Wounaan Emberá- Wounaan Naso- Tjër Di Ngäbe-Buglé Madugandí Wargandí Costa Rica Colombia Océano Pacífico Mar Caribe Golfo de los Misquitos Golfo de Panamá Golfo de Parita Golfo de Chiriquí Golfo de Montijo Golfo de San Miguel Golfo de San Blas Golfo del Darién Laguna de Chiriquí |  |
| Herrera        | Chitré         | 2.340,7 km²   | 107.911          | 54.447    | 53.464    | 39.861    | Bocas del Toro Coclé Colón Chiriquí Darién Herrera Los Santos Panamá Oeste Veraguas Guna Yala Emberá- Wounaan Emberá- Wounaan Naso- Tjër Di Ngäbe-Buglé Madugandí Wargandí Costa Rica Colombia Océano Pacífico Mar Caribe Golfo de los Misquitos Golfo de Panamá Golfo de Parita Golfo de Chiriquí Golfo de Montijo Golfo de San Miguel Golfo de San Blas Golfo del Darién Laguna de Chiriquí |  |
| Los Santos     | Las Tablas     | 3.804,6 km²   | 88.487           | 45.170    | 43.317    | 38.999    | Bocas del Toro Coclé Colón Chiriquí Darién Herrera Los Santos Panamá Oeste Veraguas Guna Yala Emberá- Wounaan Emberá- Wounaan Naso- Tjër Di Ngäbe-Buglé Madugandí Wargandí Costa Rica Colombia Océano Pacífico Mar Caribe Golfo de los Misquitos Golfo de Panamá Golfo de Parita Golfo de Chiriquí Golfo de Montijo Golfo de San Miguel Golfo de San Blas Golfo del Darién Laguna de Chiriquí |  |
| Panamá         | Panamá         | 11.670,92 km² | 1.663.913        | 826.933   | 836.980   | 537.666   | Bocas del Toro Coclé Colón Chiriquí Darién Herrera Los Santos Panamá Oeste Veraguas Guna Yala Emberá- Wounaan Emberá- Wounaan Naso- Tjër Di Ngäbe-Buglé Madugandí Wargandí Costa Rica Colombia Océano Pacífico Mar Caribe Golfo de los Misquitos Golfo de Panamá Golfo de Parita Golfo de Chiriquí Golfo de Montijo Golfo de San Miguel Golfo de San Blas Golfo del Darién Laguna de Chiriquí |  |
| Veraguas       | Santiago       | 10.629,6 km²  | 226.641          | 118.027   | 108.614   | 74.092    | Bocas del Toro Coclé Colón Chiriquí Darién Herrera Los Santos Panamá Oeste Veraguas Guna Yala Emberá- Wounaan Emberá- Wounaan Naso- Tjër Di Ngäbe-Buglé Madugandí Wargandí Costa Rica Colombia Océano Pacífico Mar Caribe Golfo de los Misquitos Golfo de Panamá Golfo de Parita Golfo de Chiriquí Golfo de Montijo Golfo de San Miguel Golfo de San Blas Golfo del Darién Laguna de Chiriquí |  |
| Comarca        | Capital        | Superficie    | Población (2)    | Hombres   | Mujeres   | Viviendas | Bocas del Toro Coclé Colón Chiriquí Darién Herrera Los Santos Panamá Oeste Veraguas Guna Yala Emberá- Wounaan Emberá- Wounaan Naso- Tjër Di Ngäbe-Buglé Madugandí Wargandí Costa Rica Colombia Océano Pacífico Mar Caribe Golfo de los Misquitos Golfo de Panamá Golfo de Parita Golfo de Chiriquí Golfo de Montijo Golfo de San Miguel Golfo de San Blas Golfo del Darién Laguna de Chiriquí |  |
| Guna Yala      | El Porvenir    | 2.340,7 km²   | 31.577           | 14.981    | 16.596    | 5.662     | Bocas del Toro Coclé Colón Chiriquí Darién Herrera Los Santos Panamá Oeste Veraguas Guna Yala Emberá- Wounaan Emberá- Wounaan Naso- Tjër Di Ngäbe-Buglé Madugandí Wargandí Costa Rica Colombia Océano Pacífico Mar Caribe Golfo de los Misquitos Golfo de Panamá Golfo de Parita Golfo de Chiriquí Golfo de Montijo Golfo de San Miguel Golfo de San Blas Golfo del Darién Laguna de Chiriquí |  |
| Emberá-Wounaan | Unión Chocó    | 4.383,5 km²   | 9.544            | 5.148     | 4.396     | 2.411     | Bocas del Toro Coclé Colón Chiriquí Darién Herrera Los Santos Panamá Oeste Veraguas Guna Yala Emberá- Wounaan Emberá- Wounaan Naso- Tjër Di Ngäbe-Buglé Madugandí Wargandí Costa Rica Colombia Océano Pacífico Mar Caribe Golfo de los Misquitos Golfo de Panamá Golfo de Parita Golfo de Chiriquí Golfo de Montijo Golfo de San Miguel Golfo de San Blas Golfo del Darién Laguna de Chiriquí |  |
| Ngäbe-Buglé    | Llano Tugrí    | 6.968 km²     | 154.355          | 76.176    | 78.179    | 32.941    | Bocas del Toro Coclé Colón Chiriquí Darién Herrera Los Santos Panamá Oeste Veraguas Guna Yala Emberá- Wounaan Emberá- Wounaan Naso- Tjër Di Ngäbe-Buglé Madugandí Wargandí Costa Rica Colombia Océano Pacífico Mar Caribe Golfo de los Misquitos Golfo de Panamá Golfo de Parita Golfo de Chiriquí Golfo de Montijo Golfo de San Miguel Golfo de San Blas Golfo del Darién Laguna de Chiriquí |  |
| Total          | Panamá         | 78.200 km²    | 3.322.576        | 1.672.568 | 1.650.008 | 1.056.208 | Bocas del Toro Coclé Colón Chiriquí Darién Herrera Los Santos Panamá Oeste Veraguas Guna Yala Emberá- Wounaan Emberá- Wounaan Naso- Tjër Di Ngäbe-Buglé Madugandí Wargandí Costa Rica Colombia Océano Pacífico Mar Caribe Golfo de los Misquitos Golfo de Panamá Golfo de Parita Golfo de Chiriquí Golfo de Montijo Golfo de San Miguel Golfo de San Blas Golfo del Darién Laguna de Chiriquí |  |

- Comparación de la población y vivienda de Panamá según el censo del año 2000 y el del 2010:

| Provincia      | Población (2000) | Hombres   | Mujeres   | Viviendas | Población (2010) | Hombres   | Mujeres   | Viviendas |
| -------------- | ---------------- | --------- | --------- | --------- | ---------------- | --------- | --------- | --------- |
| Bocas del Toro | 82.269           | 46.640    | 42.629    | 19.667    | 121.952          | 63.088    | 58.864    | 28.948    |
| Coclé          | 202.461          | 104.397   | 98.064    | 54.815    | 228.676          | 116.927   | 111.749   | 72.840    |
| Colón          | 204.208          | 104.077   | 100.131   | 57.268    | 232.748          | 117.721   | 115.027   | 73.445    |
| Chiriquí       | 368.790          | 188.531   | 180.295   | 100.613   | 409.821          | 208.186   | 201.635   | 134.033   |
| Darién         | 40.284           | 22.263    | 18.021    | 11.514    | 46.951           | 25.764    | 21.187    | 15.310    |
| Herrera        | 102.465          | 51.970    | 50.495    | 31.802    | 107.911          | 54.447    | 53.464    | 39.861    |
| Los Santos     | 83.495           | 42.654    | 40.841    | 32.060    | 88.487           | 45.170    | 43.317    | 38.999    |
| Panamá         | 1.338.357        | 687.988   | 700.369   | 402.196   | 1.663.913        | 826.933   | 836.980   | 537.666   |
| Veraguas       | 209.076          | 110.062   | 99.014    | 57.988    | 226.641          | 118.027   | 108.614   | 74.092    |
| Comarca        | Población (2000) | Hombres   | Mujeres   | Viviendas | Población (2010) | Hombres   | Mujeres   | Viviendas |
| Guna Yala      | 32.466           | 15.154    | 17.292    | 4.635     | 31.577           | 14.981    | 16.596    | 5.662     |
| Emberá-Wounaan | 8.246            | 4.386     | 3.860     | 1.892     | 9.544            | 5.148     | 4.396     | 2.411     |
| Ngäbe-Buglé    | 110.080          | 54.444    | 55.635    | 19.282    | 154.355          | 76.176    | 78.179    | 32.941    |
| Total          | 2.839.177        | 1.432.566 | 1.406.611 | 793.732   | 3.322.576        | 1.672.568 | 1.650.008 | 1.056.208 |

## Religión
Los panameños disfrutan de un derecho constitucional a la libertad religiosa y no requerido., Panamá es primordialmente Católico (76%), aunque también se practica el protestantismo, el cual acoge a cerca del 15% de la población. Además se practican religiones como el islam, hinduismo, budismo, Fe Baha'i y judaísmo. El judaísmo por su parte ha tenido una fuerte tasa de crecimiento, la cual es considerada la más alta del mundo, después de Israel.
También se estima que un cierto porcentaje practica creencias animistas como la santería.
Existen gran cantidad de iglesias católicas pero también una colección de sinagogas, de mezquitas e iglesias anglicanas.

## Idioma
La mayoría de la población habla español, que es la lengua nacional del país, El inglés, según algunas fuentes extraoficiales, es hablado por cierta parte de la población.
, en tanto el inglés criollo proveniente del Caribe es hablado por cerca del 14% de la población, según otras fuentes.

## Grupos étnicos

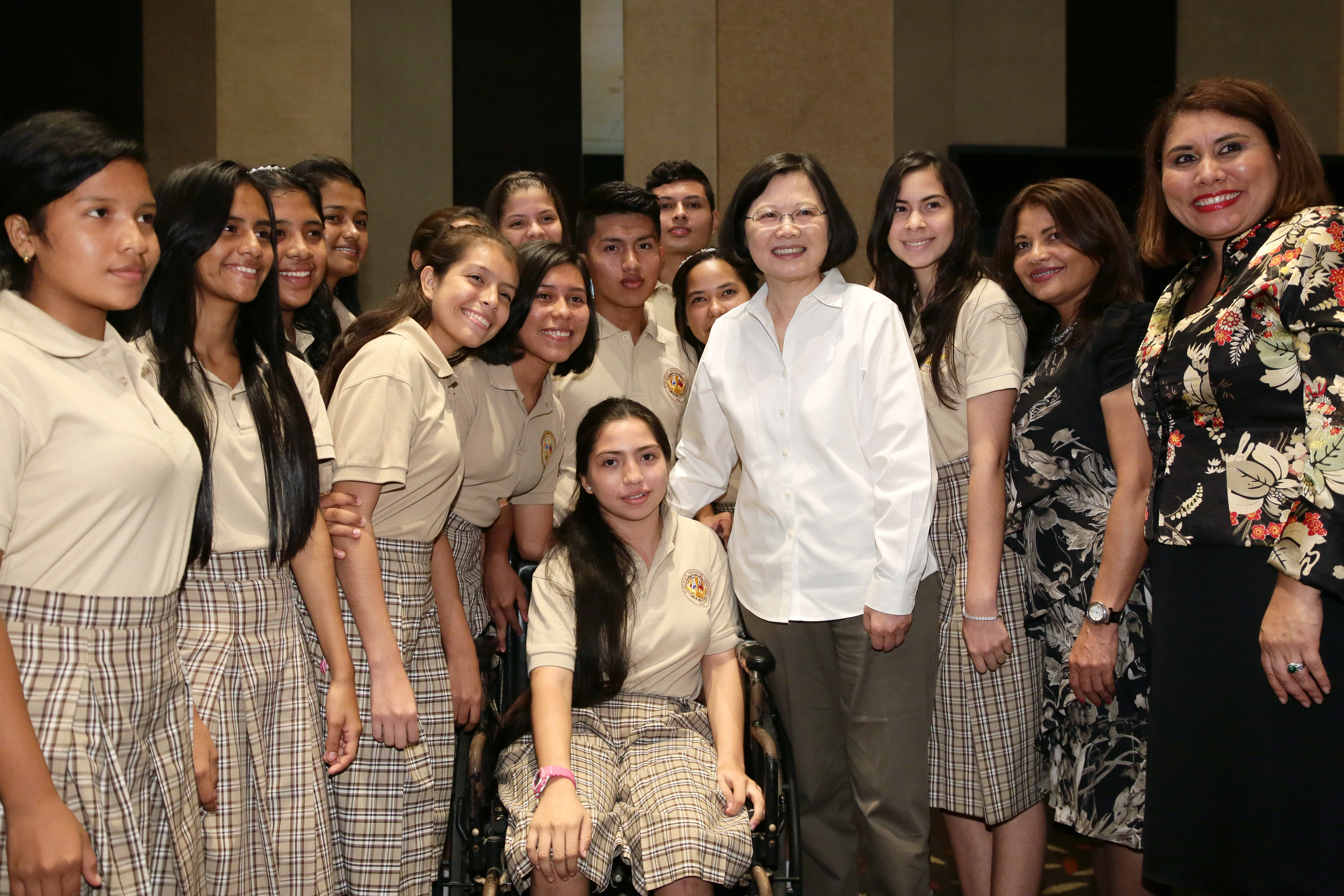
La Presidenta Tsai se toma fotos con los estudiantes panameños durante la cena con los compatriotas taiwaneses en Panamá.

Panamá es uno de los países más étnicamente diversos del mundo. Su población está compuesta por mestizos, mulatos, negros, blancos, indígenas y de orígenes étnicos variados como chinos, hindúes, judíos, españoles, estadounidenses, colombianos, italianos, argentinos, griegos, franceses, árabes, dominicanos, chilenos, entre otros.
En Panamá habitan ocho grupos indígenas: ngäbe, guna, emberá, buglé, wounaan, bribri, téribe y bokota.

### Distribución étnica
A continuación, un cuadro realizado de acuerdo a las estimaciones de distribución étnica llevadas a cabo por el académico mexicano Francisco Lizcano Fernández en 2005. Dichas cifras no se encuentran exentas de controversia, pues no coinciden necesariamente con la información oficial de Panamá:
| Composición étnica de Panamá 2005 |              |              |            |           |          |                    |             |
| Población (2005)                  | % Amerindios | % Caucásicos | % Mestizos | % Mulatos | % Negros | % Creoles y zambos | % Asiáticos |
| 2.856.000                         | 8,0          | 10,0         | 32,0       | 27,0      | 5,0      | 14,0               | 4,0         |

## Migración

### Emigración al exterior
La tabla siguiente muestra el número de panameños residentes en el exterior. Las cifras provienen de la base de datos de la Organización Internacional para las Migraciones (OIM), corresponden al 2015 y no incluyen a los emigrantes ilegales.
Se estima que más del 90% de los migrantes de Panamá son legales.
| País   | Población en el exterior estimada | Porcentaje de población que emigró | Principales países de destino                                             |
| ------ | --------------------------------- | ---------------------------------- | ------------------------------------------------------------------------- |
| Panamá | 142,678                           | 3.50%                              | Estados Unidos, Costa Rica, España, Canadá, Reino Unido, Alemania, Italia |

### Inmigración del exterior
La tabla siguiente muestra el número de extranjeros que residen en Panamá. Las cifras provienen de la base de datos del Organización Internacional para las migraciones (OIM), corresponden al 2015 y no incluyen a los inmigrantes ilegales.
| País   | Población extranjera estimada | Porcentaje de población | Principales países                                                                      |
| ------ | ----------------------------- | ----------------------- | --------------------------------------------------------------------------------------- |
| Panamá | 549.890                       | 12.5%                   | Colombia, China, Venezuela, Estados Unidos, Nicaragua, Costa Rica, República Dominicana |

## Esperanza de vida
Para 2007 la esperanza de vida en Panamá alcanzó los 76 años según la OMS, para 2007 fue 75,8 años según datos de la ONU.
Según la OMS las panameñas tienen una esperanza de 78 años, la cual es la tercera mejor en América Latina. Por su parte, los panameños tienen una esperanza de vida de 74 años, la segunda más alta de América Latina.
Se espera que durante el siglo XXI la población panameña sufra un proceso de envejecimiento, con el aumento de la población de la tercera edad. En la siguiente tabla se muestra este proceso, cifras en millones de personas.
| Año  | Población total | Población mayor de 60 | Porcentaje |
| ---- | --------------- | --------------------- | ---------- |
| 2000 | 2.840.000       | 234.000               | 8,2%       |
| 2025 | 4.239.000       | 597.000               | 14,1%      |
| 2050 | 5.002.000       | 1.114.000             | 22,3%      |

## Indicadores de calidad de vida
- Desarrollo  Humano 2007:[3] 0,840 Alto
- Desigualdad de ingreso 2007: 54,9
- Índice de pobreza:[3] 6,7
- Porcentajes de pobreza 2008:[3] 21,5 (Pobreza en los hogares)
- Vehículos per cápita: 159
- Consumo electrico per cápita (kilovatios): 1830[30][31]
- Emisiones de CO<inf>2</inf> (en toneladas metricas): 19,2
- Líneas celulares (por 1000 habitantes): 1527[32][33]
- Teléfonos fijos per cápita:[34] 236
- Usuarios Internet:[34] 304
- Desempeño ambiental:[34] 83,1
- Cobertura de salud (%): 93,0
- Alumnos que culminan la enseñanza primaria (%):[35] 95,0
- Presupuesto gubernamental per cápita: 2976,2 USD[36]